# Древноновгородски диалект
Древноновгородският диалект (на руски: Древненовгоро́дский диале́кт) е средновековен диалект на староруския език. Той се говори до XV век в Новгородската република.